# Wazowo
Wazowo (bułg. Вазово) – wieś w Bułgarii, w obwodzie Razgrad, w gminie Isperich. W 2023 roku liczyła 980 mieszkańców.

## Odkrycia archeologiczne: ryton z protomą pegaza

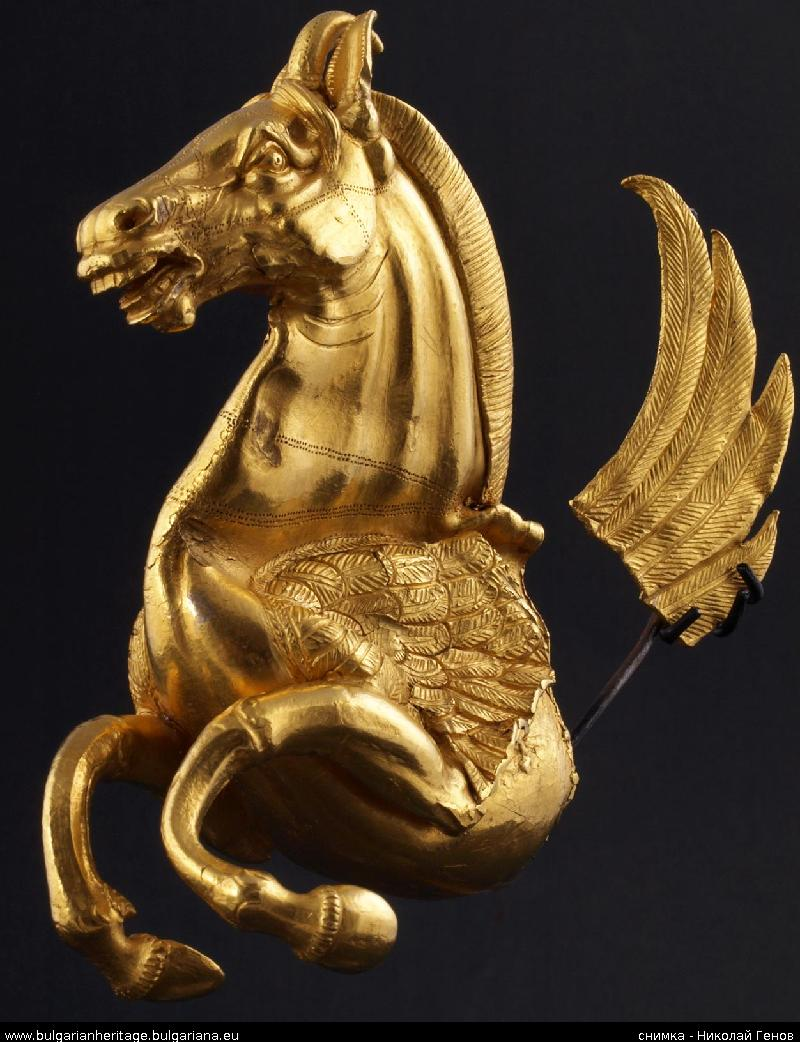
Ryton z protomą pegaza

W okolicy Wazowa, podczas orki w 1968 roku, odkryto złoty ryton z protomą pegaza. Samo naczynie zostało poważnie uszkodzone przez odkrywców; górnej części naczynia brakuje. 
Pegaz jest ukazany w galopie; na jego głowie znajduje się róg. Naczynie jest wykonane z dużą precyzją, charakterystyczną dla wysokiej klasy toreutyki greckiej. 
Ryton jest przechowywany w muzeum historycznym w Razgradzie pod nr. inw. 1409.